# آرون وود
آرون وود (بالإنجليزية: Arron Wood)‏ هو عالم بيئة وشخصية أعمال أسترالي، ولد في 1976.